# Мануел Бандейра
Мануел Карнейру ди Соуза Бандейра Филю (на португалски: Manuel Carneiro de Sousa Bandeira Filho) е бразилски поет, литературен критик и преводач.

## Биография
Той е роден на 19 април 1886 година в Ресифи, щата Пернамбуку. През 20-те години на 20 век е сред водещите имена на модернизма в бразилската поезия. Последните години от живота си посвещава на преводи на португалски на известни пиеси.
Мануел Бандейра умира на 13 октомври 1968 година в Рио де Жанейро.